# 3 de setembro
3 de setembro é o 246.º dia do ano no calendário gregoriano (247.º em anos bissextos). Faltam 119 dias para acabar o ano.

## Eventos históricos

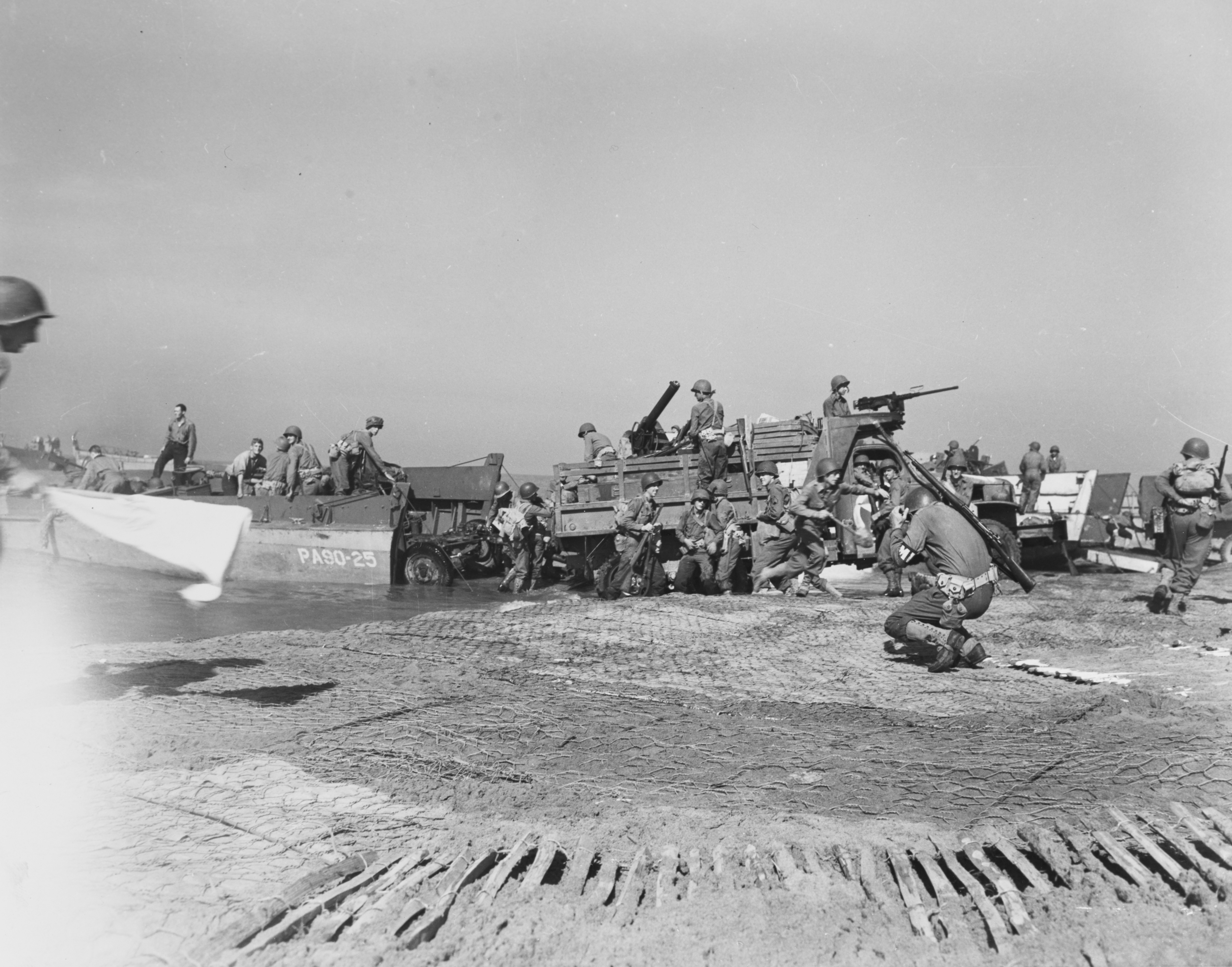
1943: Início da invasão Aliada da Itália.

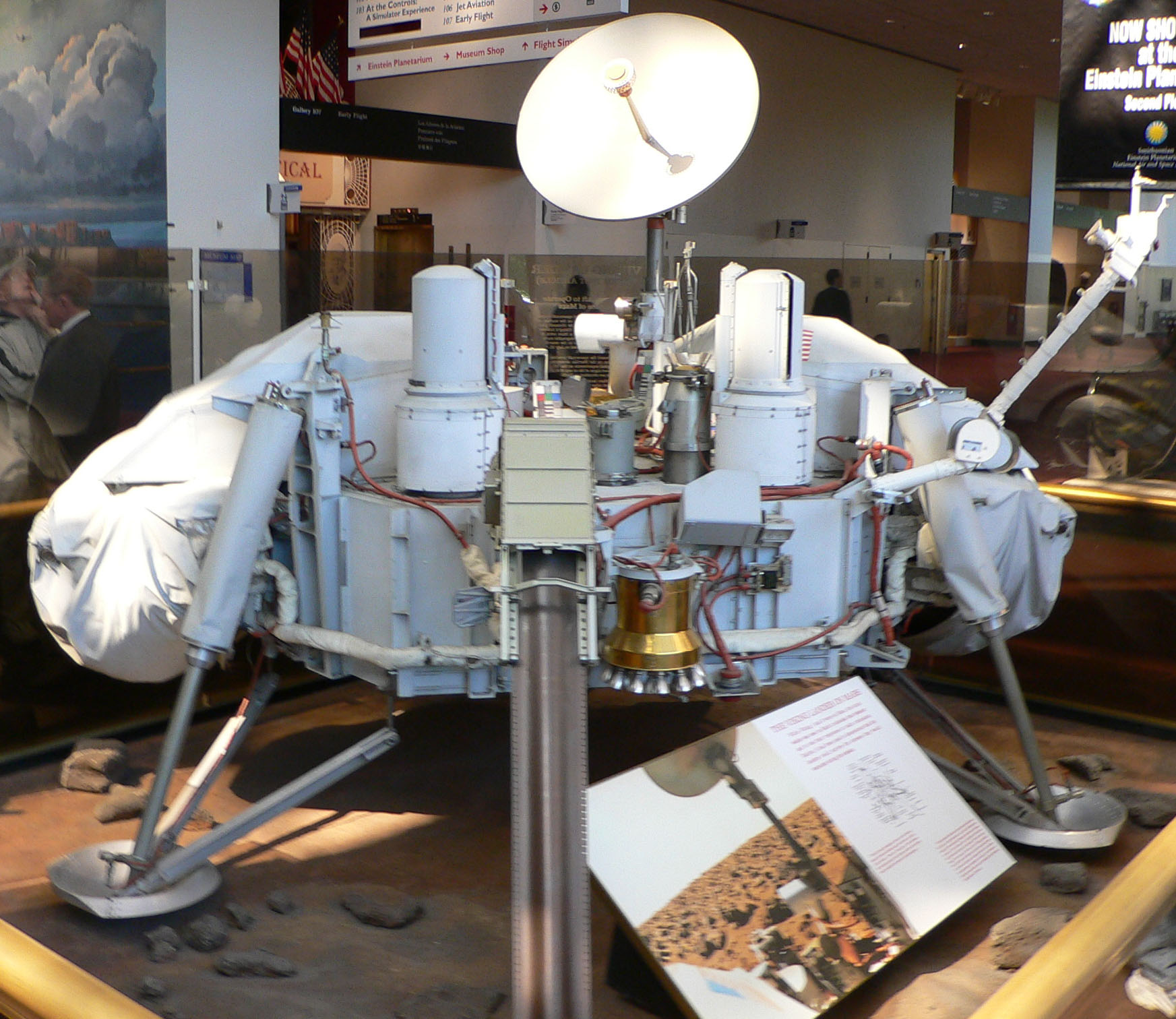
1976: Modelo do aterrissador da Viking 2.

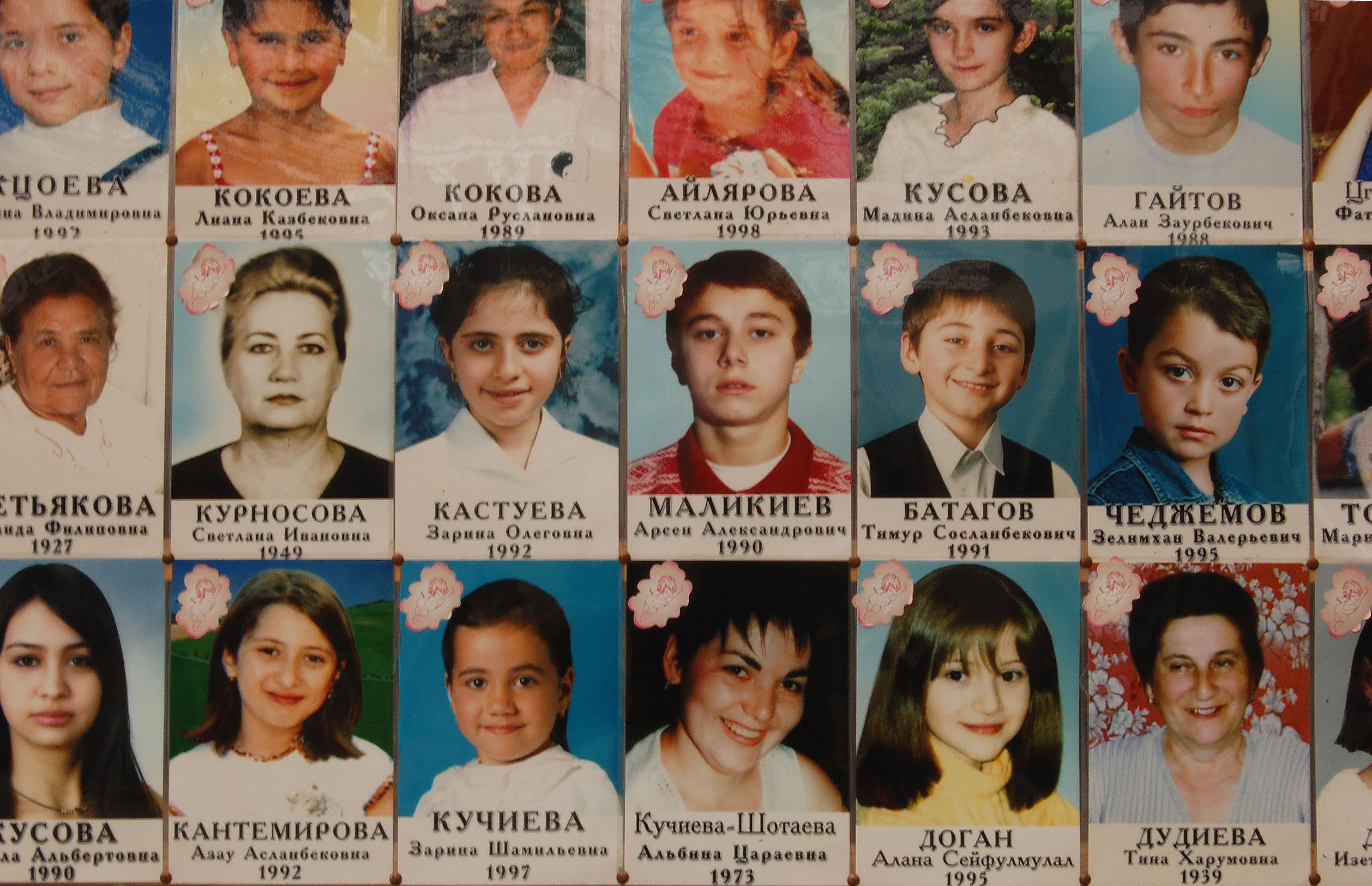
2004: Fotografias das vítimas do massacre na escola de Beslan.

- 36 a.C. — Na Batalha de Nauloco, Marco Vipsânio Agripa, almirante de Otávio, derrota Sexto Pompeu, filho de Pompeu, terminando assim a resistência pompeana ao Segundo Triunvirato.
- 0301 — San Marino, uma das menores nações do mundo e a república mais antiga do mundo ainda existente, é fundada por São Marino.
- 0590 — É eleito o Papa Gregório I.
- 0673 — O rei Vamba dos Visigodos reprime uma revolta de Hilderico, governador de Nîmes (França) e rival ao trono.
- 0863 — Maior vitória bizantina na Batalha de Lalacão contra um ataque árabe.
- 1189 — Coroação de Ricardo I de Inglaterra.
- 1260 — Os mamelucos derrotam os mongóis na Batalha de Ain Jalut na Palestina, marcando sua primeira derrota decisiva e o ponto de máxima expansão do Império Mongol.
- 1335 — No congresso de Visegrád Carlos I da Hungria media uma reconciliação entre dois monarcas vizinhos, João da Boêmia e Casimiro III da Polônia.[1]
- 1384 — Levantado o Cerco de Lisboa devido sobretudo a uma pestilência que assolou o exército castelhano, causando-lhe muitas baixas.
- 1411 — É celebrado o Tratado de Selymbria entre o Império Otomano e a República de Veneza.
- 1650 — A vitória sobre os monarquistas na Batalha de Dunbar abre o caminho para Edimburgo para o Novo Exército Modelo na Terceira Guerra Civil Inglesa.[2]
- 1658 — Com a morte de Oliver Cromwell seu filho Richard Cromwell torna-se Lorde Protetor da Inglaterra.
- 1666 — O Royal Exchange pega fogo no Grande Incêndio de Londres.
- 1758 — José I de Portugal escapa a uma tentativa de regicídio da qual resulta o Processo dos Távoras.
- 1759 — Expulsão dos jesuítas dos domínios portugueses.
- 1783 — Guerra de Independência dos Estados Unidos: a guerra termina com a assinatura do Tratado de Paris pelos Estados Unidos e o Reino da Grã-Bretanha.
- 1843 — O rei Otto da Grécia é forçado a conceder uma constituição após uma revolta em Atenas.
- 1861 — Guerra Civil Americana: O general confederado Leonidas Polk invade o neutro Kentucky, levando a legislatura estadual a pedir assistência da União.
- 1870 — Guerra Franco-Prussiana: Começa o Cerco de Metz, resultando numa vitória prussiana decisiva em 23 de outubro.
- 1914
  - Cardeal Giacomo della Chiesa é eleito papa e toma o nome de Bento XV.
  - Guilherme, Príncipe da Albânia, deixa o país depois de apenas seis meses devido à oposição ao seu governo.
  - Primeira Guerra Mundial: Início da Batalha de Grand Couronné, um assalto alemão contra posições francesas em terreno elevado perto da cidade de Nancy.
- 1933 — Yevgeniy Abalakov é o primeiro homem a escalar o ponto mais alto da União Soviética, o Pico do Comunismo (agora chamado de Pico Ismoil Somoni e situado no Tajiquistão) (7 495 m).
- 1935 — Malcolm Campbell atinge uma velocidade de 304,331 milhas por hora no Bonneville Salt Flats, em Utah, tornando-se a primeira pessoa a dirigir um automóvel a mais de 300 mph.
- 1939 — Segunda Guerra Mundial: França, Reino Unido, Nova Zelândia e Austrália declaram guerra à Alemanha após a invasão da Polônia, formando os Aliados.
- 1941 — O Holocausto: Karl Fritzsch, vice-comandante do campo de concentração de Auschwitz, experimenta o uso de Zyklon B no gaseamento de prisioneiros de guerra soviéticos.
- 1943 — Segunda Guerra Mundial: a invasão Aliada da Itália começa no mesmo dia em que o general americano Dwight D. Eisenhower e o marechal italiano Pietro Badoglio assinam o Armistício de Cassibile a bordo do couraçado da Marinha Real HMS Nelson em Malta.
- 1944 — Holocausto: A diarista Anne Frank e sua família são colocados no último trem de transporte do campo de Westerbork para o campo de concentração de Auschwitz, chegando três dias depois.
- 1945 — Uma celebração de três dias começa na China, após o Dia da Vitória sobre o Japão em 2 de setembro.
- 1950 — "Nino" Farina se torna o primeiro campeão da Fórmula 1 depois de vencer o Grande Prêmio da Itália de 1950.
- 1954 — O Exército de Libertação Popular começa a bombardear as ilhas Kinmen, controladas pela República da China, dando início à Primeira Crise do Estreito de Taiwan.
- 1967 — Dagen H na Suécia: durante a noite, o tráfego muda de dirigir à esquerda para dirigir à direita.
- 1971 — O Catar se torna um Estado independente.
- 1976 — Programa Viking: a espaçonave americana Viking 2 aterrissa na Utopia Planitia em Marte.
- 1981 — Instituída pelas Nações Unidas a Convenção sobre a eliminação de todas as formas de discriminação contra as mulheres, uma declaração internacional de direitos das mulheres.
- 1987 — Em um golpe de Estado no Burundi, o presidente Jean-Baptiste Bagaza é deposto pelo major Pierre Buyoya.
- 1989
  - O voo Varig 254 faz um pouso forçado sobre uma região de selva localizada 60 quilômetros ao norte de São José do Xingu, Mato Grosso, em decorrência de falta de combustível; 12 passageiros morrem.
  - O voo 9046 da Cubana de Aviación cai em uma área residencial de Havana logo após a decolagem do Aeroporto Internacional José Martí, matando 150 pessoas.[3]
- 1994 — Ruptura sino-soviética: a Rússia e a República Popular da China concordam em desalinhar suas armas nucleares umas contra as outras.
- 1995 — O eBay, uma empresa de comércio eletrônico, é fundado nos Estados Unidos.
- 1997 — O voo 815 da Vietnam Airlines (Tupolev Tu-134) cai ao se aproximar do aeroporto de Phnom Penh, matando 64 pessoas.
- 2004 — Termina o cerco à escola de Beslan, na República Russa da Ossétia do Norte, com pelo menos 334 mortos, a maioria crianças.
- 2016 — Os EUA e a China, juntos responsáveis por 40% das emissões mundiais de carbono, ratificam formalmente o acordo climático global de Paris.
- 2017 — Coreia do Norte conduz seu sexto e mais poderoso teste nuclear.

## Nascimentos

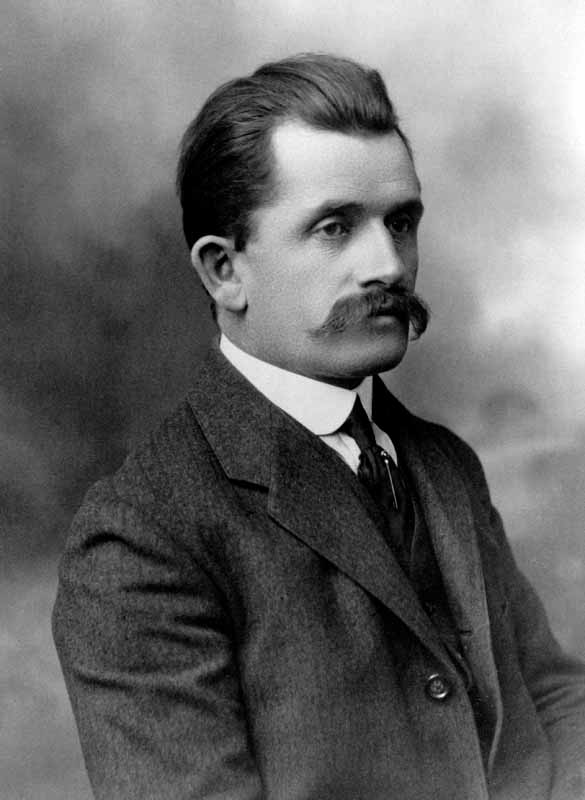
Ferdinand Porsche

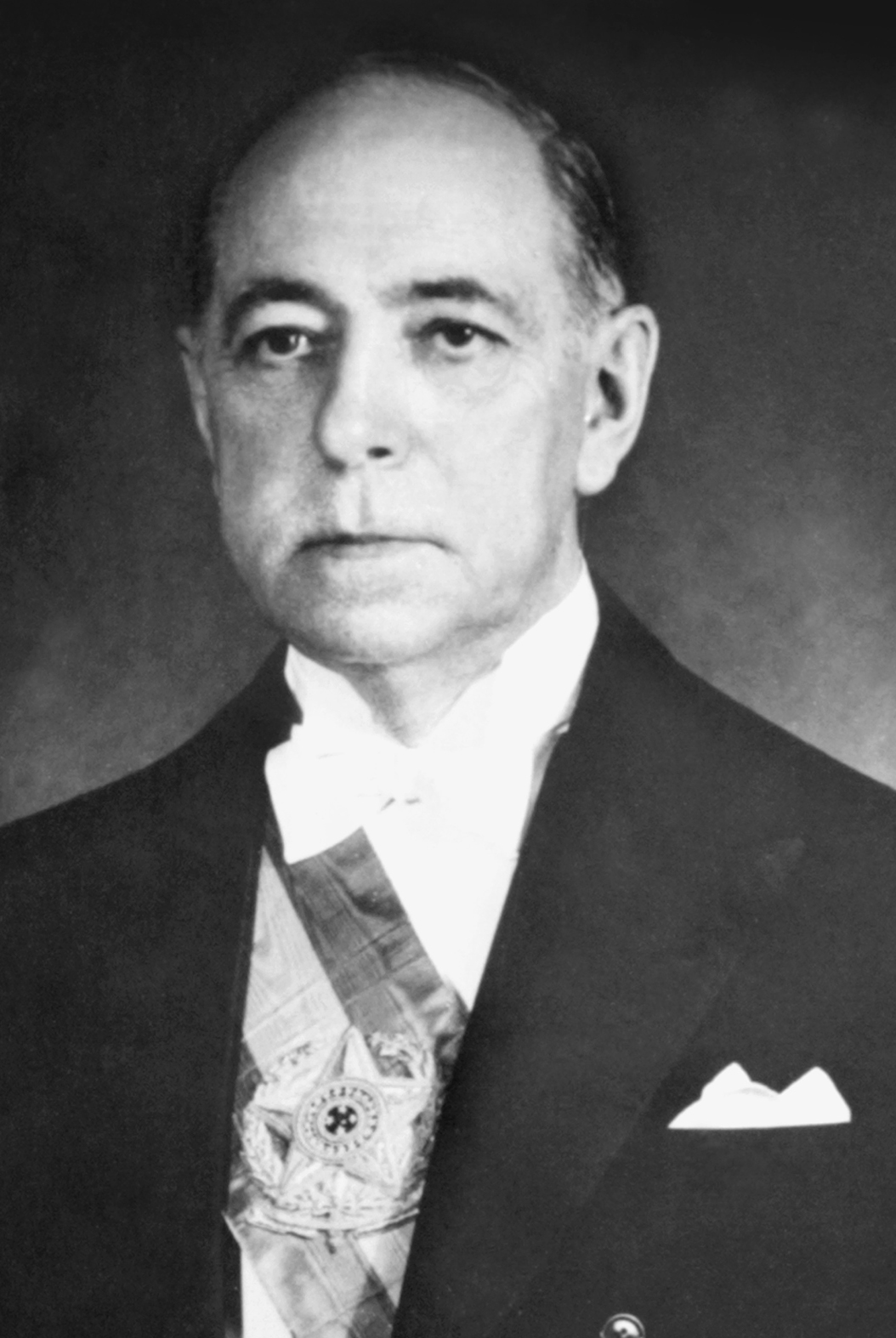
Nereu Ramos

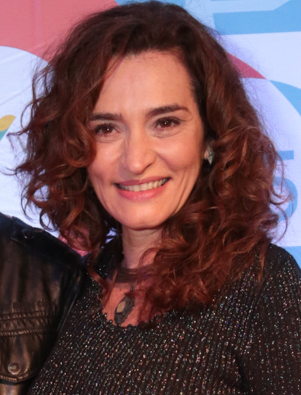
Gisele Fróes

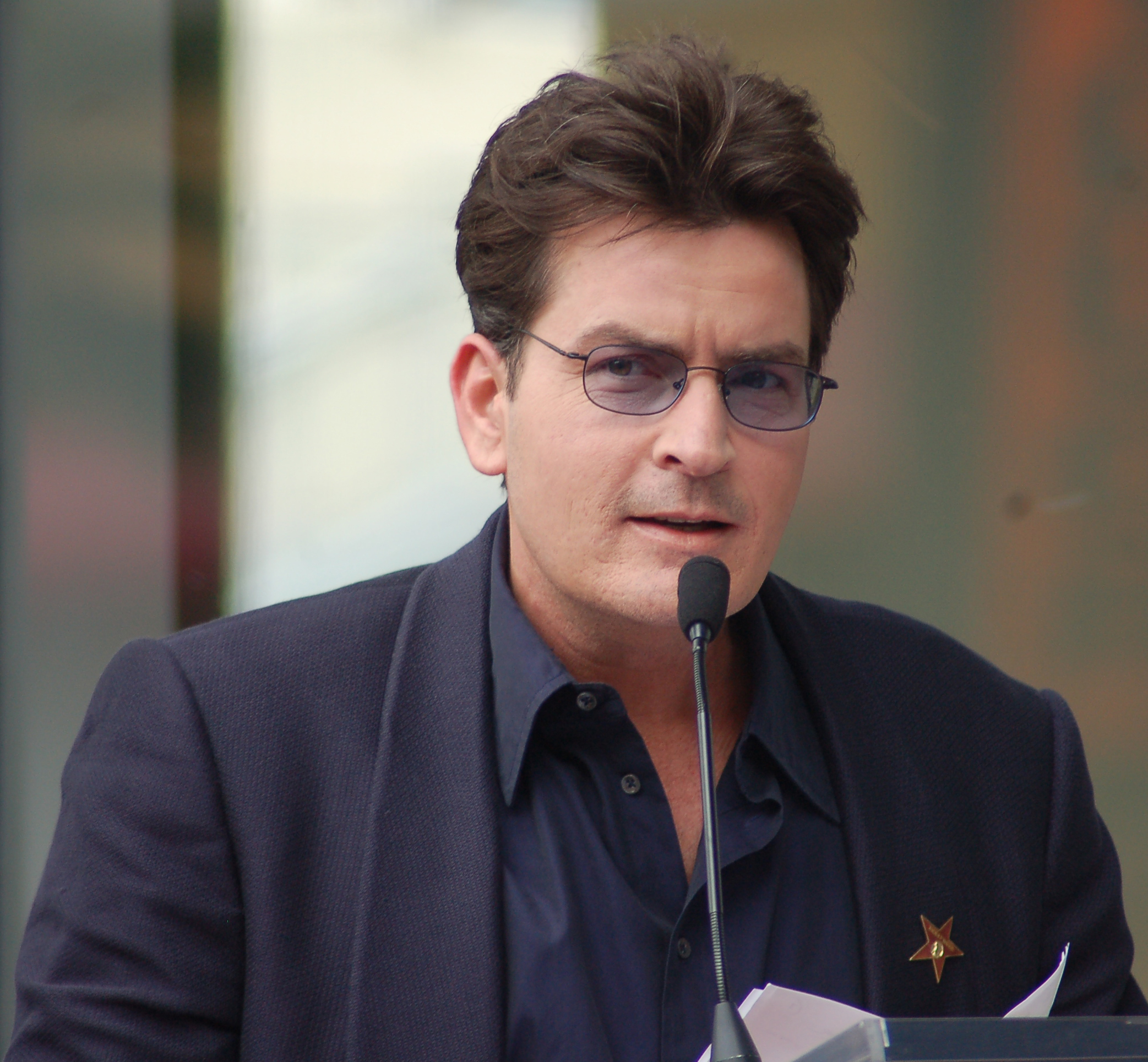
Charlie Sheen

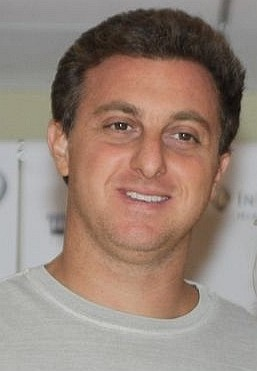
Luciano Huck

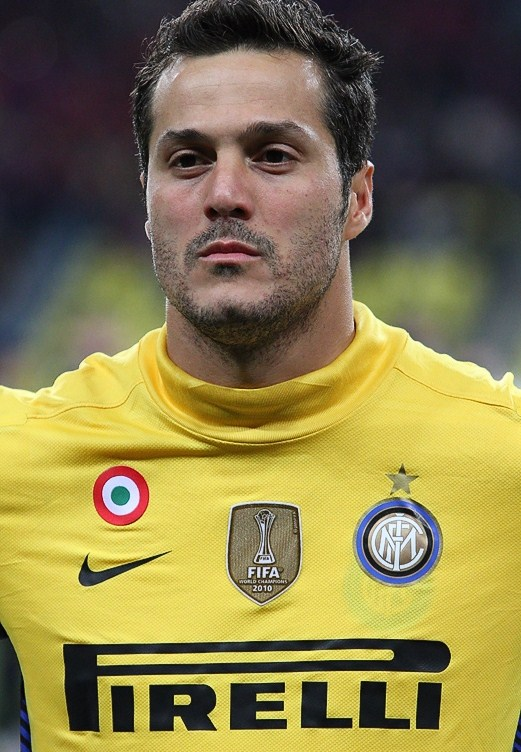
Júlio César

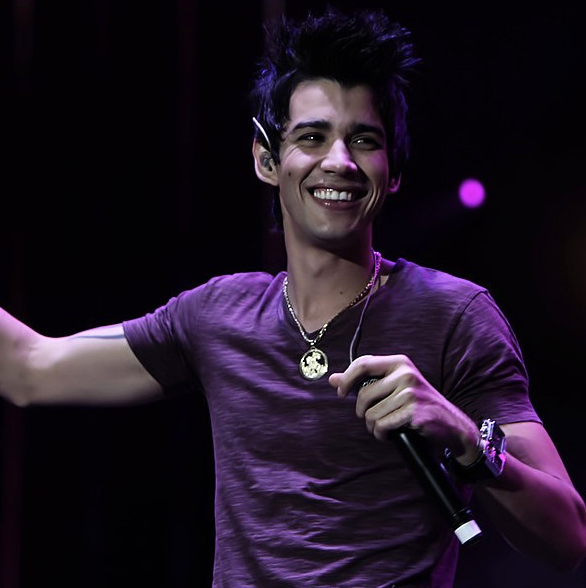
Gusttavo Lima

### Anteriores ao século XIX
- 1499 — Diana de Poitiers, a preferida de Henrique II de França (m. 1566).
- 1668 — Isabel de Meclemburgo-Güstrow, duquesa de Saxe-Merseburgo (m. 1738).
- 1704 — Joseph de Jussieu, explorador, geógrafo e matemático francês (m. 1779).
- 1710 — Abraham Trembley, biólogo e zoólogo suíço (m. 1784).
- 1741 — Johann Wilhelm von Archenholz, oficial, escritor e editor prussiano (m. 1812).
- 1771 — Isabella Caroline Campbell, Baronesa Cawdor (m. 1848).
- 1781 — Eugênio de Beauharnais, príncipe do Império Francês, militar, vice-rei da Itália e Duque de Leuchtenberg (m. 1824).
- 1787 — Eléonore Denuelle de La Plaigne, cortesã francesa (m. 1868).
- 1790 — Francisco Acuña de Figueroa, poeta uruguaio (m. 1862).

### Século XIX
- 1810 — Paul Kane, pintor irlando-canadense (m. 1871).
- 1814 — James Joseph Sylvester, matemático e acadêmico britânico (m. 1897).
- 1869 — Fritz Pregl, químico austríaco (m. 1930).
- 1875 — Ferdinand Porsche, empresário austríaco (m. 1951).
- 1881 — Margherita Ancona, professora e sufragista italiana (m. 1966).
- 1883 — António Sérgio, pensador português (m. 1969).
- 1888 — Nereu Ramos, advogado e político brasileiro, 20.° presidente do Brasil (m. 1958).
- 1894 — André Hébuterne, pintor francês (m. 1992).
- 1897 — Francisco Mignone, maestro e compositor brasileiro (m. 1986).
- 1900 — Urho Kekkonen, jornalista, advogado e político finlandês, 8.º Presidente da Finlândia (m. 1986).

### Século XX

#### 1901–1950
- 1905 — Carl David Anderson, físico norte-americano (m. 1991).
- 1907 — Loren Eiseley, antropólogo, filósofo e autor americano (m. 1977).
- 1908 — Lev Pontryagin, matemático e acadêmico russo (m. 1988).
- 1922 — Burt Kennedy, roteirista e cineasta norte-americano (m. 2001).
- 1923
  - Mort Walker, cartunista estadunidense (m. 2018).
  - Glen Bell, empresário americano, fundou a Taco Bell (m. 2010).
- 1926 — Irene Pappás, atriz e cantora grega (m. 2022).
- 1931
  - Paulo Maluf, político brasileiro.
  - Michael Fisher, físico e químico britânico (m. 2021).
- 1932 — João Manuel Ferreira Simões, jornalista português (m. 2014).
- 1938 — Ryoji Noyori, químico japonês.
- 1940 — Eduardo Galeano, jornalista e escritor uruguaio (m. 2015).
- 1942 — Alan Jardine, músico americano.
- 1943 — Mário Juruna, líder indígena e político brasileiro (m. 2002).
- 1946 — Dirceu Lopes, futebolista brasileiro.
- 1949 — José Pekerman, treinador argentino de futebol.

#### 1951–2000
- 1955 — Serginho Leite, músico, humorista e radialista brasileiro (m. 2011).
- 1960 — Perry Bamonte, músico britânico.
- 1963 — Amber Lynn, atriz norte-americana.
- 1964
  - Adam Curry, empresário norte-americano.
  - Gisele Fróes, atriz brasileira.
- 1965
  - Charlie Sheen, ator estadunidense.
  - Carlos Eugênio Simon, árbitro de futebol brasileiro.
- 1969 — Jörg Müller, automobilista alemão.
- 1970 — Gareth Southgate, futebolista e treinador britânico de futebol.
- 1971
  - Luciano Huck, apresentador de televisão brasileiro.
  - Paolo Montero, futebolista uruguaio.
  - Emerson Ferreti, futebolista brasileiro.
- 1973 — Jennifer Paige, cantora estadunidense.
- 1974 — Didier André, automobilista francês.
- 1979
  - Júlio César, futebolista brasileiro.
  - Tomo Miličević, guitarrista croata.
- 1980
  - Daniel Bilos, futebolista argentino.
  - Lauro, futebolista brasileiro.
- 1982
  - Leo Lins, humorista brasileiro.
  - Thammy Miranda, ator, repórter e político brasileiro.
- 1983 — Augusto Farfus, automobilista brasileiro.
- 1984 — Garrett Hedlund, ator estadunidense.
- 1985
  - Scott Carson, futebolista inglês.
  - Leandro Carrijo, futebolista brasileiro.
- 1986 — Leandro Franco da Rocha, músico brasileiro.
- 1988 — Carla Suárez Navarro, tenista espanhola.
- 1989 — Gusttavo Lima, músico brasileiro.
- 1990
  - Bianca Bin, atriz brasileira.
  - Iza, cantora e compositora brasileira.
  - Rita Volk, atriz americana.
- 1991 — Maurício Destri, ator brasileiro.
- 1993
  - Lee Sung-jong, cantor sul-coreano.
  - Lee So-jung, cantora sul-coreana.
- 1996 — Joy, cantora sul-coreana.
- 1997 — Victor Meyniel, ator, humorista e ex-youtuber brasileiro.
- 1998 — Kanaphan Puitrakul, ator, modelo e apresentador tailandês.
- 1999 — Rich Brian, rapper chinês.

### Século XXI
- 2001 — Kata Blanka Vas, desportista húngara.
- 2002 — Gabriel Veron, futebolista brasileiro.

## Mortes

### Anteriores ao século XIX
- 1205 — Alberto Besozzi, eremita católico italiano (n. ?).
- 1338 — Ana da Boêmia, Duquesa da Áustria (n. 1323).
- 1632 — Vicente de Santo António, santo português (n. 1550).
- 1649 — Duarte de Bragança, senhor de Vila do Conde, militar português (n. 1605).
- 1659 — Oliver Cromwell, político inglês (n. 1599).
- 1792 — Maria Luísa, Princesa de Lamballe (n. 1749).

### Século XIX
- 1853 — Auguste de Saint-Hilaire, naturalista francês (n. 1779).
- 1877 — Adolphe Thiers, político francês (n. 1797).
- 1881 — Clementina da Áustria (n. 1798).
- 1883 — Ivan Turgeniev, escritor russo (n. 1818).

### Século XX
- 1962
  - Aldo Locatelli, pintor ítalo-brasileiro (n. 1915).
  - E. E. Cummings, poeta estadunidense (n. 1894).
- 1980 — Fabian von Schlabrendorff, resistente alemão (n. 1907).
- 1982 — Frederic Dannay, escritor norte-americano (n. 1905).
- 1991 — Frank Capra, cineasta estadunidense (n. 1897).
- 1996 — Walter Forster, ator de cinema e pioneiro da televisão brasileira (n. 1917).

### Século XXI
- 2001 — Thuy Trang, atriz vietnamita (n. 1973).
- 2005 — Fernando Távora, arquiteto português (n. 1923).
- 2012
  - Michael Duncan, ator estadunidense (n. 1957).
  - Sun Myung Moon, líder religioso, escritor e empresário sul-coreano (n. 1920).
  - Griselda Blanco, narcotraficante colombiana (n. 1943).
- 2014 — Go Eun-bi, cantora sul-coreana (n. 1992).
- 2016 — Jean-Christophe Yoccoz, matemático francês (n. 1956).
- 2021 — Sérgio Mamberti, ator, diretor, produtor, artista plástico e político brasileiro (n. 1939).

## Feriados e eventos cíclicos

### Brasil
- Dia do Biólogo
- Dia Nacional do Guarda Civil (Lei Ordinária nº 5088, de 30 de agosto de 1966)
- Fundação do Município de Senador Pompeu - Ceará (1896)
- Aniversário da cidade de Pinheiro - Maranhão

### Cristianismo
- Alberto Besozzi
- Febe de Cencreia
- Papa Gregório I
- Prudence Crandall
- Serápia de Roma
- Vicente de Santo António

## Outros calendários
- No calendário romano era o 3.º dia (IV) antes das nonas de setembro.
- No calendário litúrgico tem a letra dominical A para o dia da semana.
- No calendário gregoriano a epacta do dia é xxi.